# Epping (Dakota del Nord)
Epping è un centro abitato (city) degli Stati Uniti d'America, situato nella Contea di Williams, nello Stato del Dakota del Nord. Nel censimento del 2000 la popolazione era di 79 abitanti. La città è stata fondata nel 1905.

## Geografia fisica
Secondo i rilevamenti dell'United States Census Bureau, la località di Epping si estende su una superficie di 1,00 km², tutti occupati da terre.

## Popolazione
Secondo il censimento del 2000, a Epping vivevano 79 persone, ed erano presenti 23 gruppi familiari. La densità di popolazione era di 80 ab./km². Nel territorio comunale si trovavano 41 unità edificate. Per quanto riguarda la composizione etnica degli abitanti, il 94,94% era bianco e il 5,06% era nativo.
Per quanto riguarda la suddivisione della popolazione in fasce d'età, il 22,8% era al di sotto dei 18, il 6,3% fra i 18 e i 24, il 25,3% fra i 25 e i 44, il 34,2% fra i 45 e i 64, mentre infine l'11,4% era al di sopra dei 65 anni di età. L'età media della popolazione era di 43 anni. Per ogni 100 donne residenti vivevano 102,6 maschi.